# Scotland (Connecticut)
Scotland è un comune di 1.699 abitanti degli Stati Uniti d'America, situato nella Contea di Windham nello Stato del Connecticut.